# Domenico Rossi (architetto)

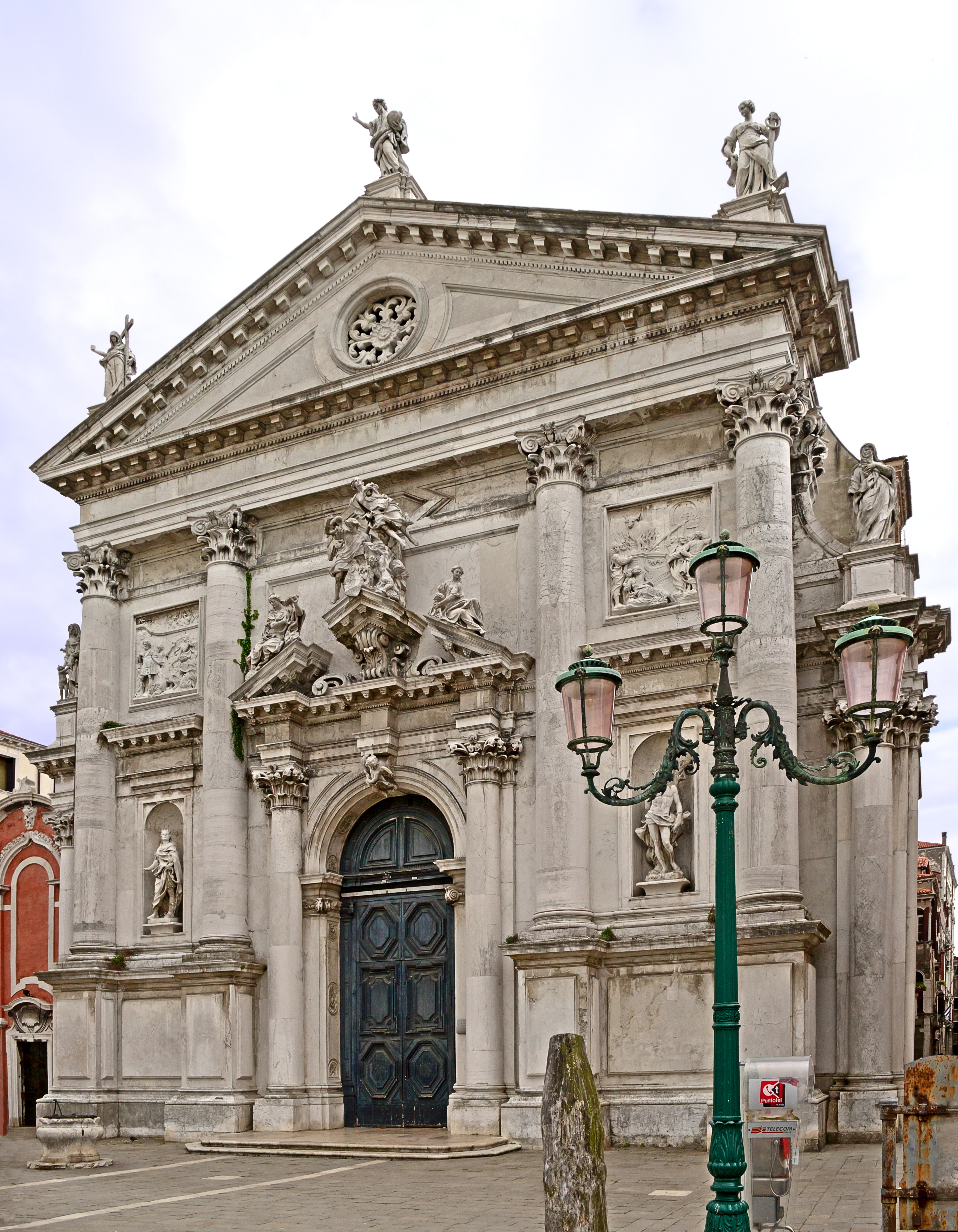
La facciata della chiesa di San Stae progettata da Domenico Rossi

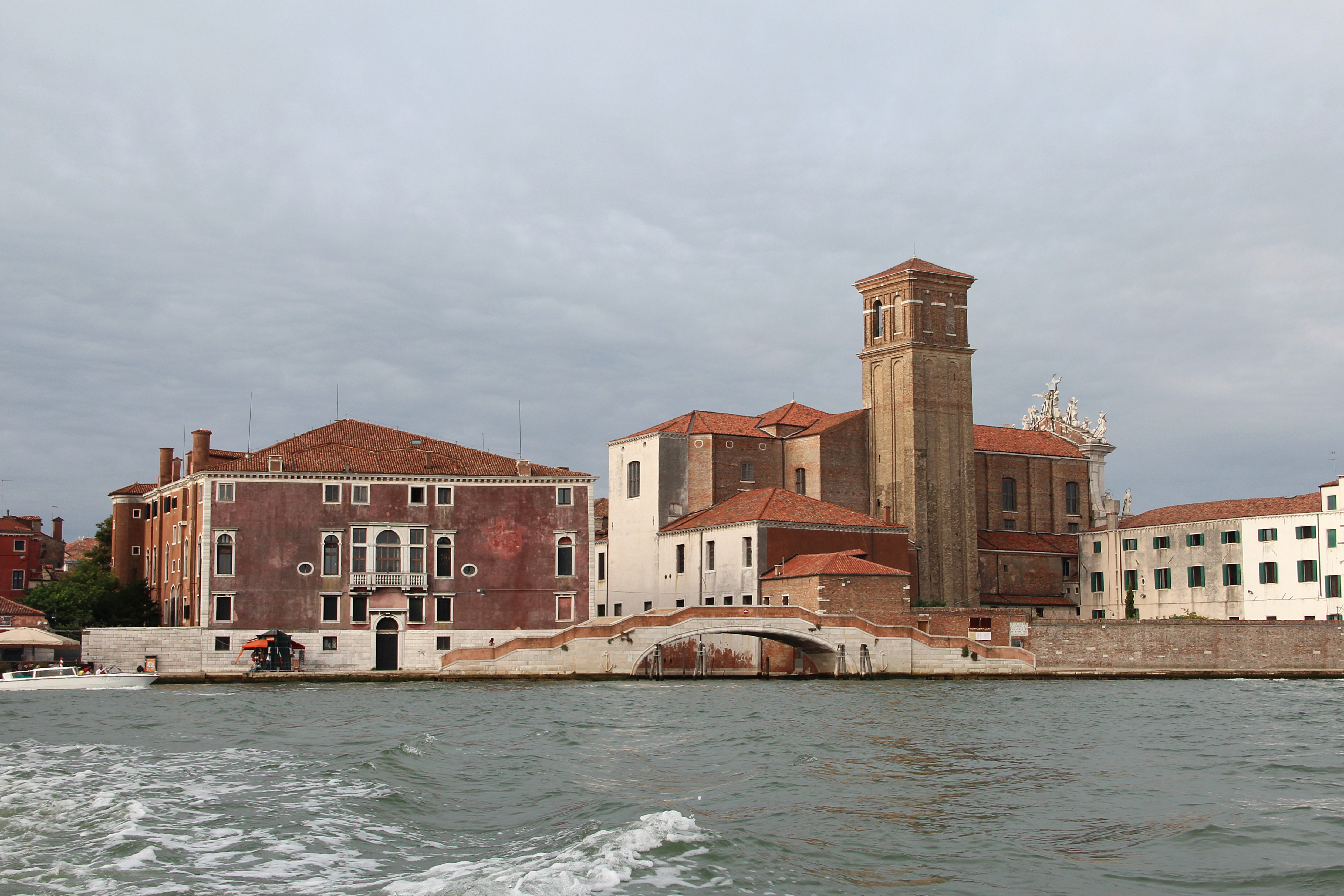
Il lato nord-est di Santa Maria Assunta, detta I Gesuiti, e il suo campanile (1715-1728)

Domenico Rossi (Morcote, 28 dicembre 1657 – Venezia, 8 marzo 1737) è stato un architetto svizzero naturalizzato italiano, attivo principalmente a Venezia.

## Biografia
Figlio di Francesco e di Caterina Sardi, ad appena otto anni si trasferì a Venezia presso gli zii materni Francesco, sacerdote, e Giuseppe, architetto. Avviato da questi al mestiere di tagliapietra, fece soprattutto esperienza in cantiere al seguito di Alessandro Tremignon (dal 1669) e di Baldassarre Longhena (dal 1674). Ebbe un'istruzione di base grazie a un maestro pagato dalla famiglia Priuli e apprese anche i rudimenti di disegno, probabilmente dallo zio Giuseppe. Fu descritto da Tommaso Temanza come un uomo non particolarmente colto, ma assai pratico di costruzioni, molto attento al profitto e impegnato nel tessere relazioni che lo introducessero a possibili committenti.
Nel 1684 sposò Angiola Cavalieri, che gli diede Iseppo, Francesco, Caterina, Giovanni, Paolo e Benedetta. Anche questi furono coinvolti nel mondo dell'edilizia: Francesco fu muratore, Paolo fu architetto (così come suo figlio Filippo), Benedetta sposò il capomastro Sante Trognon e Caterina l'architetto Giovanni Scalfarotto (zio di un altro architetto, Tommaso Temanza).

## Opere
Nel 1701 realizzò la ristrutturazione integrale di Palazzo Dolfin, attuale sede veneziana della Banca d'Italia, e in seguito (1709) venne chiamato a realizzare la facciata di una delle principali chiese di Venezia, la chiesa di San Stae, una delle poche ad affacciarsi direttamente sul Canal Grande, che si caratterizza come una commistione tra il neoclassicismo palladiano e lo stile barocco. L'opera riscosse un apprezzamento tale che nel 1713 fu chiamato alla realizzazione della chiesa dei Gesuiti, in stile pienamente barocco.
Realizzò interventi anche nella chiesa di Santa Maria Formosa (i due altari degli Incurabili e di Santa Barbara) e fu inoltre il progettista del palazzo Ca' Corner della Regina, costruito nel 1724 sul Canal Grande in stile neoclassico, già sede dell'Archivio Storico delle Arti contemporanee della Biennale di Venezia e ora proprietà della Fondazione Prada, e della demolita chiesa dell'Ospedale degli Incurabili. Sempre a Venezia, curò il restauro di Ca' Maffetti Tiepolo in Campo San Polo.
Fuori Venezia progettò il Palazzo Gregoris di Pordenone e probabilmente anche il Palazzo Fullini di Polcenigo, nonché ampie parti della sontuosa Villa Manin a Passariano di Codroipo.